# Rząd Jánosa Hadika

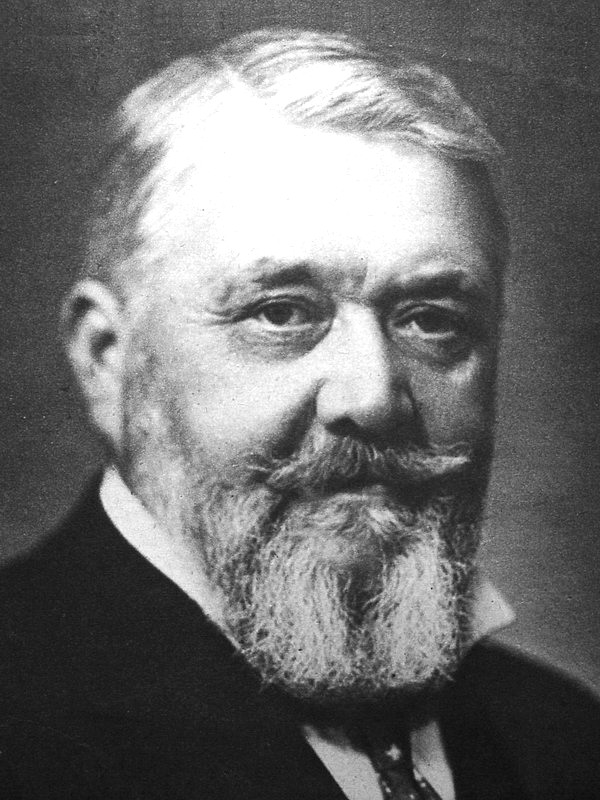
János Hadik

Rząd Jánosa Hadika – rząd Królestwa Węgier, działający jeden dzień – od 30 października do 31 października 1918, pod przewodnictwem premiera Jánosa Hadika.
31 października 1918 Węgry oddzieliły się od Austro-Węgier, i ogłosiły niepodległość, tworząc samodzielne Królestwo Węgier. 16 listopada 1918 ogłoszono republikę, ale król Karol IV nie złożył oficjalnej abdykacji.